# Reitnau
Reitnau (gsw. Reitnou) – gmina (niem. Einwohnergemeinde) w Szwajcarii, w kantonie Argowia, w okręgu Zofingen. Liczy 1583 mieszkańców (31 grudnia 2022). Leży nad rzeką Suhre. 1 stycznia 2019 do gminy przyłączono gminę Attelwil.